# Deutsch-usbekische Beziehungen
Die deutsch-usbekischen Beziehungen sind die diplomatischen Beziehungen zwischen der Bundesrepublik Deutschland und der Republik Usbekistan. Mit Anerkennung der Unabhängigkeit der Republik Usbekistan am 31. Dezember 1991 durch die Bundesrepublik Deutschland begannen die bilateralen Beziehungen.

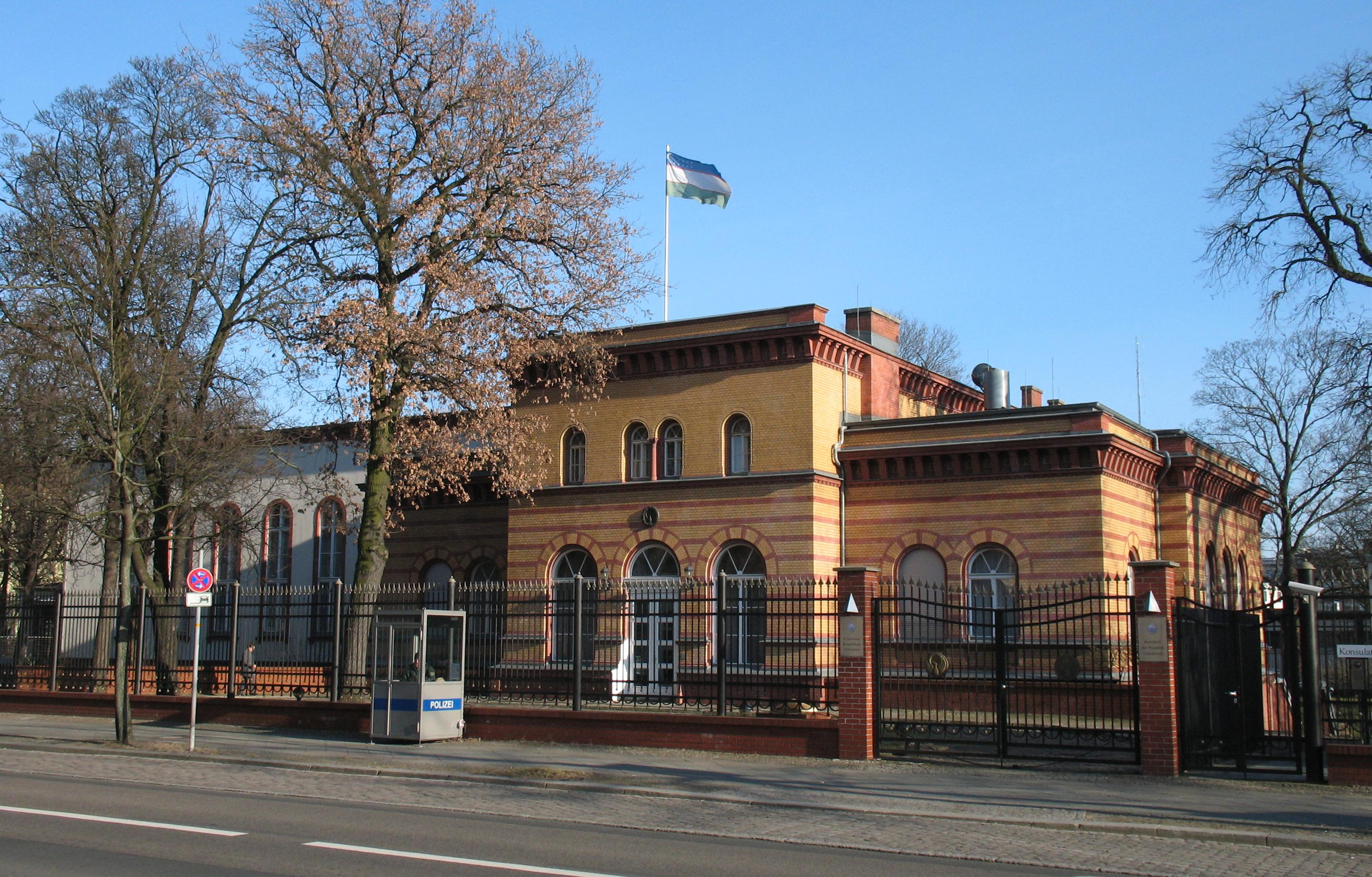
Usbekische Botschaft in Berlin

Die Bundesrepublik unterhält eine Botschaft in Taschkent. Die Republik Usbekistan unterhält eine Botschaft in Berlin. Ein Generalkonsulat befindet sich in Frankfurt am Main, ein Honorarkonsulat steht in Bremen.
Das Auswärtige Amt weist die bilateralen Beziehungen als eng und vertrauensvoll aus. Dennoch existieren schwierige Rahmenbedingungen für Handel und Investitionen, auch Menschenrechtsfragen werden von deutscher Seite thematisiert. Der Lufttransportstützpunkt Termiz, der in Usbekistan lag, war als logistische Basis für die Versorgung des deutschen Kontingents in Afghanistan sehr wichtig. Die Republik Usbekistan erlaubte dessen Nutzung durch die Bundeswehr. Im Süden des Landes befindet sich der Strategische Lufttransportstützpunkt Termez. Aktive Wirtschaftsbeziehungen prägen die bilateralen Beziehungen. Als Lieferland belegte Deutschland 2012, laut dem Auswärtigen Amt, Platz 6 unter den Handelspartnern des Landes mit einem Anteil von 3,8 Prozent an usbekischen Importen. Wichtigste deutsche Exportgüter sind Maschinen, Kfz und Kfz-Teile sowie Arzneimittel. Das bilaterale Handelsvolumen im Jahr 2012 betrug 414,9 Millionen EUR, so das Auswärtige Amt weiter. Seit 2012 gibt es die Deutsch-Usbekische Gesellschaft in Niederkassel.
Die Bundesregierung engagiert sich aktiv in den bilateralen entwicklungspolitischen Beziehungen. Über 300 Millionen Euro hat die Bundesregierung, bezogen auf dem Zeitraum zwischen 1992 und 2013 für Entwicklungsprojekte der Technischen und Finanziellen Zusammenarbeit mit Usbekistan aufgebracht. Die Unterstützung der Modernisierung des usbekischen Gesundheitssektors aber auch die Unterstützung nachhaltiger Wirtschaftsentwicklung bilden wichtige Bestandteile der entwicklungspolitischen Beziehungen.
1993 wurde ein Kulturabkommen zwischen den beiden Staaten unterzeichnet, das seit 2002 in Kraft ist. Es wird, seitens des Auswärtigen Amtes, als maßgeblich für die kulturelle Zusammenarbeit betrachtet. Deutsche Kulturmittlerorganisationen wie die Zentralstelle für das Auslandsschulwesen, Goethe-Institut, das dvv international sowie Konrad-Adenauer-Stiftung, Hanns-Seidel-Stiftung und Friedrich-Ebert-Stiftung sind mit insgesamt rund 15 entsandten Mitarbeitern in Usbekistan tätig.
Zwischen beiden Staaten werden Kontakte im Hochschulbereich, wie etwa mit der Martin-Luther-Universität oder der Fachhochschule Potsdam gepflegt. Das Goethe-Institut unterstützt je einen deutschen Lesesaal in Taschkent und Samarkand sowie ein Angebot an Informationsmaterialien in Fergana. Nachfrage besteht insbesondere nach den Sprachkursen. Weltweit steht Usbekistan hinsichtlich der absoluten Zahlen der Deutschlerner an fünfter Stelle.
Im Jahr 2018 ernannte Shavkat Mirziyoyev einen deutschen Beamten zum stellvertretenden Minister für Innovation. Dem vorausgegangen waren Gespräche mit dem deutschen Bundesministerium für Bildung und Forschung.